# Asiya

Kalligrafisk utformning av Asiyas namn.

Asiya bint Muzahim (arabiska: آسِيَة بِنْت مُزَاحِم) var enligt islam hustru till farao och var israelit och monoteist. Enligt hadither var Asiya den som räddade Mose från floden då han var spädbarn. Enligt vissa åsikter blev hon martyr när farao dödade henne. Faraos hustru har nämnts som ett exempel för de troende i vers 11 i sura al-Tahrim i Koranen. Det har återberättats en hadith från den islamiske profeten Muhammed i vilken han sade att de bästa kvinnorna i paradiset är Khadidja, Fatima, Asiya och Maria.